# Ensenada de la Media Luna
La ensenada de la Media Luna es una playa del municipio de Níjar, en la provincia de Almería (Andalucía, España).
Playa catalogada como Zona B1 en el PORN de 2008.